# Бизяк, Янез
Янез (Янко, Иван) Янезович Бизяк (словен. Janez Janeza Bizjak, серб. Јанез Јанезе Бизјак; 31 декабря 1911, Отлица — 29 октября 1941, Шуица) — югославский словенский рабочий, партизан Народно-освободительной войны Югославии (носил прозвище «Вид»). Народный герой Югославии.

## Биография
Родился 31 декабря 1911 в Отлице близ Айдовщины. Отец работал на железнодорожной станции. Детство провёл в Горице, однако его семья вынуждена была уехать в Чрнуч близ Любляны после начавшихся антисловенских гонений со стороны итальянцев. Там же Янез-младший познакомился с идеологами социализма. В 1934 году вступил в рабочее движение, создав профсоюзные организации в культурных обществах «Свобода» и «Взаимность». С 1936 года член КПЮ (принят как член «Автомонтажа»). В 1938 году был арестован и отправлен в тюрьму Иваницы.
После оккупации страны Янез ушёл в подполье, скрываясь от гестаповцев, но оказывал помощь партизанам. В июле 1941 года вступил в 1-ю Рашицкую партизанскую роту, спустя два месяца боёв против немцев возглавил Моравскую роту. Особенно его рота отличилась в стычке с немцами в Савиньском-Хриде близ Моравшича: 20 человек отбили атаку 700 немцев, а Янез лично убил офицера, командовавшего немецким отрядом. После этого он занялся подготовкой засад на территории оккупированной Словении и организацией диверсий.
В начале октября 1941 года Янез со своей ротой на правом берегу Савы ввязался в серию схваток с итальянцами. 29 октября 1941 близ Шуице их атаковала итальянская армия. Янез был смертельно ранен выстрелом в голову, однако его отряд, увидев гибель командира, не только не потерял боевой дух, но и нанёс агрессивный ответный удар, после которого итальянцы бежали.
В войне участвовала вся семья Янеза (трое его братьев были награждены медалью «Партизанская память»). 27 ноября 1953 ему было посмертно присвоено звание Народного героя Югославии. В 1990 году в парке народных героев Чрнуча ему поставили памятник, а захоронен он был в Любляне.